# Unter Haien in Hollywood
Unter Haien in Hollywood (Originaltitel: Swimming with Sharks) ist eine US-amerikanische Tragikomödie von George Huang aus dem Jahr 1994. Die Hauptrollen übernahmen Kevin Spacey, Frank Whaley und Michelle Forbes.
Der Film ist auch unter den Verweistiteln The Buddy Factor – Unter Haien in Hollywood und The Hollywood Factor bekannt.

## Handlung
Der einflussreiche Filmproduzent Buddy Ackerman stellt den jungen Filmhochschul-Absolventen Guy als seinen Assistenten ein. Guy sieht zunächst nur die guten Seiten der neuen Tätigkeit und erhofft sich eine Karriere im Filmgeschäft. Trotz der Warnungen von Ackermans bisherigem Assistenten Rex ist Guy anfangs überaus optimistisch.
Ackerman stellt sich jedoch schnell als sadistischer Vorgesetzter heraus. Er behandelt Guy wie einen Sklaven, gibt ihm sinnlose und übermäßig umfangreiche Aufgaben und lässt keine Gelegenheit aus, ihn auch vor dem Team zu demütigen. Bei der Arbeit lernt Guy die Produzentin Dawn Lockard kennen und verliebt sich in sie. Die Beziehung leidet jedoch darunter, dass Guy zu viel arbeitet und auch an freien Tagen ständig Aufgaben für Ackerman übernimmt.
Ackerman feuert Guy nach einem Jahr während eines Telefonats. Da Ackerman in einer Konferenzschaltung auch mit Lockard telefoniert, erfährt Guy zudem, dass diese seinen verhassten Vorgesetzten noch in der Nacht besuchen will. Daraufhin schleicht Guy sich in Ackermans Wohnung, wo er diesen als Geisel nimmt und foltert, um sich an ihm für alle Demütigungen zu rächen.
Ackerman offenbart in Gesprächen mit Guy auch seine Schwächen. Er hat noch immer mit dem Tod seiner Frau zu kämpfen und erzählt Guy, dass er selbst als Assistent auch von seinen Vorgesetzten gemobbt wurde. Ackerman findet Guys Wunsch nach einer schnellen Karriere befremdlich, dieser müsse sich Beförderungen erst verdienen. Zudem glaubt Ackerman, dass sich Guy nicht darüber im Klaren sei, was er eigentlich genau erreichen wolle.
Währenddessen kommt Dawn Lockard zu Ackermans Haus, wo sie diesen an einen Stuhl gefesselt und misshandelt vorfindet. Ackerman provoziert Guy; sofern er noch irgendwas im Filmgeschäft erreichen wolle, müsse er ihn jetzt sofort erschießen. Lockard versucht stattdessen, ihn vom Gegenteil zu überzeugen und die Waffe wegzulegen. Guy feuert einen Schuss ab.
Er hat jedoch nicht Ackerman erschossen, sondern Dawn Lockard. Die Polizei glaubt, dass Lockard Ackerman entführt und gefoltert hat. Guy wird stattdessen befördert und scheint nun ebenfalls ein harter Geschäftsmann geworden zu sein. In einem Gespräch teilt er einem ehemaligen Kommilitonen mit, dass er herausgefunden habe, was er wirklich will und dass es leicht sei, seinen Weg zu gehen, sobald man dies herausgefunden habe. Währenddessen steht Ackerman in der Tür und lächelt. Er ruft Guy dann zu einem Gespräch in sein Zimmer.

## Kritik
Roger Ebert sah in Unter Haien in Hollywood eine detaillierte Beschreibung der Filmbranche mit großartigem schwarzem Humor, aber auch einiger Verbitterung. Das Ende sei in der Logik der Geschichte zwar schlüssig, jedoch insgesamt nicht zufriedenstellend und hätte anders geschrieben werden müssen:

„Guy learns the biggest lesson of all from Buddy, and in the dark humor of that logic, the film finds its conclusion. ... His plot may be overwritten and the ending may be less than satisfying, but his eye and ear are right. In Hollywood, where power is the ultimate aphrodisiac, it is also the ultimate excuse for almost any conceivable behavior. Powerful executives, agents and stars behave the way they do - because they can. Huang finds great humor in that situation, and, unless I am mistaken, some quiet bitterness as well.“

„Guy lernt von Buddy die größte Lektion von allen, und in dem schwarzen Humor dieser Logik findet der Film seinen Abschluss. ... Sein Plot mag überschrieben sein und das Ende ist vielleicht nicht so befriedigend, aber sein Auge und sein Ohr haben Recht. In Hollywood, wo Macht das ultimative Aphrodisiakum ist, ist sie auch die ultimative Entschuldigung für fast jedes denkbare Verhalten. Mächtige Manager, Agenten und Stars verhalten sich so, wie sie es tun - weil sie es können. Huang findet in dieser Situation großartigen Humor, und wenn ich mich nicht irre, auch eine gewisse stille Bitterkeit.“

Auch James Berardinelli fand in der ersten Hälfte von Unter Haien in Hollywood einige großartige Szenen, die jedoch zur Mitte des Filmes immer weniger würden. Dem Drehbuch mangele es in der zweiten Hälfte an Schwung und Klarheit.

„Swimming with Sharks contains some tremendous scenes. Most of these are early in the film, before it takes its bleak detour. Certain comments about Hollywood are scathing, pointed, and hilarious. Unfortunately, there doesn't seem to be enough material here to satisfy a full length feature, and the movie, which starts with such promise, begins to drag around its midpoint. From then on, despite a few brief rallies, the script never regains its early momentum or clarity, and, by the closing credits, Swimming with Sharks is just treading water.“

„Unter Haien in Hollywood enthält einige großartige Szenen. Die meisten davon sind zu Beginn des Films zu sehen, bevor er seine düstere Wendung nimmt. Bestimmte Kommentare über Hollywood sind bissig, pointiert und urkomisch. Leider scheint es hier nicht genug Material für einen abendfüllenden Spielfilm zu geben, und der Film, der so vielversprechend anfängt, beginnt sich um die Mitte herum zu ziehen. Von da an findet das Drehbuch trotz einiger kurzer Aufschwünge nicht mehr zu seinem anfänglichen Schwung und seiner Klarheit zurück, und beim Abspann tritt Unter Haien nur noch auf der Stelle.“

Das Lexikon des internationalen Films hob besonders die satirisch überhöhten Einblicke in das Filmgeschäft hervor:

„Eine schwarze Komödie über den Hollywood-Betrieb, die - wenn auch satirische überhöhte - Einblicke in das Metier gewährt.Lexikon des Internationalen Films“

## Auszeichnungen
- 1995: New York Film Critics Circle Award in der Kategorie Bester Nebendarsteller für Kevin Spacey (auch für Sieben, Die üblichen Verdächtigen und Outbreak – Lautlose Killer)
- 1995: Seattle International Film Festival – Golden Space Needle Award in der Kategorie Bester Hauptdarsteller für Kevin Spacey
- 1995: Deauville Film Festival – Critics Award
- 1995: Deauville Film Festival – Nominierung für den Grand Special Prize
- 1996: Independent Spirit Awards 1996 – Nominierung in der Kategorie Bester Hauptdarsteller für Kevin Spacey